# Thomas Möllenkamp
Thomas Möllenkamp (født 7. oktober 1961 i Osnabrück, Vesttyskland) er en tysk tidligere roer og olympisk guldvinder.
Möllenkamp var vesttysk mester i firer uden styrmand i 1980 og 1982, og i 1984 deltog han i OL i Los Angeles i toer uden styrmand (sammen med Axel Wöstmann); duoen blev nummer fire ved denne lejlighed.
Han roede også otter i en periode og blev dobbelt vesttysk mester i 1988, da han vandt i både firer uden styrmand og otter dette år. Han deltog i otteren ved OL 1988 i Seoul, hvor vesttyskerne ikke var blandt favoritterne. De overraskede imidlertid i indledende runde ved at vinde deres heat med mere end halvandet sekunds forspring til de øvrige deltagere. I finalen tog de hurtigt føringen og gav aldrig slip på den igen. I mål var de næsten to sekunder foran de øvrige deltagere, hvor Sovjetunionen akkurat sikrede sig sølvet foran USA. De øvrige i den vesttyske vinderbåd var Eckhardt Schultz, Bahne Rabe, Wolfgang Maennig, Matthias Mellinghaus, Ansgar Wessling, Thomas Domian, Armin Eichholz og styrmand Manfred Klein.
I sit civile liv blev han direktør for den tyske afdeling af den amerikanske forskningsvirksomhed New England Biolabs. Han var gennem en lang periode formand for hans lokale roklub, Osnabrücker Ruderverein.

## OL-medaljer
- 1988:  Guld i otter